# Adel Abdessemed
Adel Abdessemed (Constantina, Algèria), 2 de març de 1971) és un artista conceptual francoalgerià. Es va traslladar a París el 1994, amb 23 anys, a ran dels conflictes i els problemes polítics a Algèria. Es va graduar a Lió, i va viure a Berlín i a Nova York. Actualment viu i treballa entre París i Londres. Està representat per Dvir Gallery(Tel-Aviv).

## Biografia
Adel Abdessemed va néixer a Constantina el 2 de març de 1971. De família Chaouis de la zona d'Aurès, va passar la major part de la seva infantesa a Batna, Algèria. Va coincidir amb el pintor Merzouki Sharif durant la seva infantesa a Batna. Va estudiar a Alger a l'École Nationale Supérieure des Beaux-Arts. El 1994, va decidir deixar-la, després de l'assassinat del director Ahmed Asselah i del seu fill dins de l'escola. La situació de guerra del seu país natal tampoc va afavorir que l'artista s'hi quedés, “a Algèria assassinen l'esperança” va declarar.
Després va viure i treballar a Lió (École Nationale des Beaux-Arts, 1994-1998), París (Cité internationale des arts, 1999-2000), Nova York (P.S.1 Scholarship, 2000-2001), Berlin (2002-2004), París (2005-2008), Nova York (2009), París (des de 2010 fins a l'actualitat) Avui en dia viu, amb la seva família i les seves quatre filles, prop del canal San Martín de París on a la part inferior de la casa té el seu estudi d'art.

## Obra i estil
Artista peculiar que vesteix sempre amb pantalons blaus com a promesa a la seva dona, defineix el seu art com una extensió de si mateix. Segons Francesco Bonami, “l'art d'Abdessemed és l'amor desafavorit per totes les febleses romàntiques. L'amor com una força, mai com un sentiment.” Identifica la seva primera experiència amb l'art, de petit a Algèria quan va veure un cartell publicitari d'un circ, on un lleó obria la seva boca sobre el cap del seu domador. Amb 30 anys va aconseguir exposar la seva primera obra en solitari “Project Room”, Kunsthalle Bern, a Berna, i a partir d'aquí ha anat mostrant el seu art per tot el món.
Les seves obres tracten temes actuals i amb controvèrsia com la violència, la política o la religió. En moltes de les seves obres mostra un retrat de la història adaptant-la en l'actualitat més recent. La violència és un tema del tot recurrent per l'artista que l'utilitza com a canal per mostrar la seva visió de la història i de la religió. Ironitza sobre la situació del món actual.
Inicialment la seva temàtica s'identificava amb temes tabú, religiosos o sexuals, les seves obres però han evolucionat cap a temes concrets de la violència global. “(...) els llenguatges i els mitjans de comunicació actuals haurien d'haver sigut inventats per proporcionar les expressions més rellevants per aquest món desconegut i la seva manera de viure. Abdessemed ha creat un important nombre de treballs que són una clara representació iconoclàstica del món actual. Al mateix temps aprofiten i celebren aquest nou i desconegut món i les seves incerteses, però a la vegada excitants ordres, en un estat en constant renaixement...” – Hou Hanru
Abdessemed, tal com ha fet menció en moltes ocasions, “tota obra és autobiogràfica” i ell mostra en moltes ocasions les pors i ansietats de l'home en la seva obra. “De la mateixa manera que el significat d'un somni no es pot limitar a una narració però es pot identificar amb fenòmens més antics identificables a la infantesa, el significat dels treballs d'Abdessemed no es pot limitar en un origen en la immediatesa. Ells es refereixen més a aviat en un horitzó immediat més distant i més antic, basat en la totalitat de les imatges i textos que han deixat rastre en la memòria de l'artista.” – Philippe-Alain Michaud
A la vegada també exposa molts elements antagònics que mostren molts contrastos entre la societat actual. Un exemple és el colom de la pau dissecat que porta una càrrega d'explosius a l'esquena, Pigeon (2015), la imatge de pau del colom queda trencat amb els explosius com a element de destrucció. “(...) Abdessemed sembla creure en una espiritualitat basada en tòtems. Els seus treballs amb animals recorden els sacrificis rituals i els poders primaris. La veritat és que Abdessemed no vol tornar a la màgia –al contrari, creu firmament que aquests tòtems, com els tabús s'han de trencar, ja que l'art és el primer de tot “una forma d'alliberament d'un mateix.” – Massimiliano Gioni

## Els materials a les seves obres
En la seva obra, els materials que utilitza són clau per conèixer tot el seu treball. Utilitza una important varietat de recursos que creen un llenguatge visual molt potent i que en moltes ocasions és molt criticat. Adel va comentar: “Com artista em permeto la llibertat d'utilitzar totes les coses materials – i immaterials; coses nobles, o pobres, toves o dures, prohibides i noves, de tradició o no reconegudes[…] No tinc por als materials; els respecto.” en una entrevista a Donatien Grau «Establir un estat veritable d'excepció és l'objectiu de l'art d'Abdessemed, torçant les cabines d'avions de passatgers com a joguines de paper, o posant a flotació un esquelet a més de 16 metres d'alçada, o convocant animals salvatges als carrers de Paris. Però el jove acròbata suspès de la corda d'un helicòpter apareix com un recordatori i una advertència».
En les seves obres crea accions que reforça amb fotografies o vídeos que emfatitzen la pròpia obra. És considerat, com un artista d'art conceptual. Utilitza el vídeo com un dels elements principals en la seva obra, ja que el considera com un «...instrument a la meva disposició...»
En el seu art es mostren diverses formes artístiques a través de l'escultura, la fotografia, els vídeos, els dibuixos i llibres de treball. “Amb la por ambiental, ell respon amb alguna cosa semblant a una agressivitat intrèpida. I tal com en una figura retòrica de chiasmus, el punt en què aquests dos fils creuen és on aquests elements que cauen fora de l'ordre social regnant, aquells elements pels quals les ideologies dominants no poden tenir en compte, es fan visibles. Els materials gràfics d'Abdessemed són sense cap mena de dubte les materialitzacions d'aquell encreuament, l'aparició dels conflictes no resolts del present.” – Tom McDonought
En les seves creacions hi engloba una àmplia temàtica, des de la història, a la religió o a la situació política mundial i els efectes que tenen a l'individu. «La dinàmica és trencar per poder avançar en diferents estadis per aconseguir trobar l'èxtasi. Abdessemed comenta que en cadascun dels seus treballs la principal força que el mou és precisament l'èxtasi, alliberar fins a tal punt la ment que arribi a un estat molt per sobre de la resta del cos. Com en danses sufíes o hadras, en les que a través d'una respiració profunda i moviments rítmics creïn una coreografia en la qual el ser s'alliberi de qualsevol lligam material...» – Fernando Francés CAC Construeix algunes escultures a mida real com Mon Enfant i d'altres amb unes dimensions del tot irreals com és el cas dels 5 metres de Coup de tête.
Algunes de les seves obres, mostren certa violència i crueltat amb els animals, fet que ha generat que l'artista sigui amenaçat de mort en nombroses ocasions per activistes pels drets dels animals. La seva exposició Don't Trust Me, mostrava una seqüència de sis vídeos d'animals sent sacrificats d'un cop al cap. Abdessemed va acabar tancant aquella exposició de l'Institut d'Art de San Francisco (2008). “(...)Abdessemed mostra el seu costat més incisiu amb el tema de l'animalitat quan tracta amb animals humans, la noció que suporta la tolerància arbitral de la raó – el subjecte humanista- en la seva ment. Com Larys Frogier ens recorda, l'artista rebutja antropomorfitzar els seus temes, de manera que els animals no humans incorporen sentiments humans o estableixen les nostres projeccions sentimentals. Per contra l'artista, allunya el subjecte humanista d'ell, per mostrar que és l'animal sobre ell: aquests instints mecànics i aquests comportaments amb els quals la capacitat implacable de subjugar l'Altre es racionalitza per la llengua de l'animalitat.” – Pamela M. Lee
En altres ocasions ha mostrat alguns vídeos on diferents animals lluitaven per sobreviure Usine, en la seva primera exposició individual a la galeria de David Zwirner. L'artista considera la seva representació de les obres amb animals com “... una presència real; la nostra interacció és directa.”. O dins de l'exposició Who’s afraid of the big bad wolf hi ha una representació d'animals dissecats on hi ha una barreja del que es considera taxidèrmia, decoració o visió científica, com una clara mostra dels efectes de la guerra.

## Exposicions

### Exposicions en solitari
- 2015 : «Adel Abdessemed: From Here to Eternity», Venus Over Los Angeles, Los Angeles, Estats Units
- 2015 : «Adel Abdessemed: Jalousies: Complicités avec Jean Nouvel Arxivat 2016-04-05 a Wayback Machine.», Musée de Vence, Venècia, França
- 2015 : «Adel Abdessemed: Palace Arxivat 2016-04-23 a Wayback Machine.», CAC, Màlaga, Espanya
- 2015 : «Adel Abdessemed: Soldaten Arxivat 2016-04-11 a Wayback Machine.», Christine König Galleria, Viena, Àustria
- 2015 : «Adel Abdessemed, Opening of Archives», Video Bureau, Pequin, Xina
- 2014 : «Adel Abdessemed: Merci», Blondeau & Cie, Ginebra, Suïssa
- 2014 : «Adel Abdessemed: Oiseau», Spatiu Intact, Cluj-Napoca, Romania
- 2014 : «Adel Abdessemed: Mon Enfant», Dvir Gallery, Tel-Aviv, Israel
- 2014 : «Adel Abdessemed: Solo Arxivat 2016-04-21 a Wayback Machine.», Galerie Yvon Lambert, Paris, França
- 2013 : «Adel Abdessemed : Le Vase abominable Arxivat 2016-04-23 a Wayback Machine.», David Zwirner, Londres, Anglaterra
- 2013 : «Adel Abdessemed: L'âge d'or Arxivat 2016-04-22 a Wayback Machine.», Mathaf, musée d'art contemporain de Doha, Qatar
- 2012 : «Adel Abdessemed Je suis innocent Arxivat 2016-04-23 a Wayback Machine.», Centre Georges-Pompidou, Paris, França
- 2012 : «Adel Abdessemed : Who’s Afraid of the Big Bad Wolf? Arxivat 2016-03-05 a Wayback Machine.», David Zwirner, Nova York, Estats Units
- 2012 : «Décor: Adel Abdessemed Arxivat 2016-04-28 a Wayback Machine.», Musée Unterlinden, Colmar, França
- 2011 : «Abdessemed: NU Arxivat 2016-04-22 a Wayback Machine.», Dvir Gallery, Tel-Aviv, Israel
- 2010 : «Adel Abdessemed: Silent Warriors», Parasol Unit foundation for contemporary art, Londres, Anglaterra
- 2009 : «Adel Abdessemed: Le ali di dio Arxivat 2016-04-22 a Wayback Machine.», Fondazione Sandretto Re Rebaudengo, Tori, Itàlia
- 2009 : «Adel Abdessemed: RIO Arxivat 2016-02-28 a Wayback Machine.», David Zwirner, Nova York, Estats Units
- 2008 : «Adel Abdessemed: Situation and Practice Arxivat 2016-04-23 a Wayback Machine.», MIT List Visual Arts Center, Cambridge, Estats Units
- 2008 : «Adel Abdessemed: Trust Me Arxivat 2016-04-25 a Wayback Machine.», The Common Guild,[11] Glasgow, Escòcia
- 2008 : «Adel Abdessemed: Don't Trust Me», Walter and McBean Galleries, San Francisco Art Institute, San Francisco, Estats Units
- 2008 : «Adel Abdessemed: Drawing for Human Park», Le Magasin - Centre national d'art contemporain de Grenoble, França
- 2007 : «Adel Abdessemed: Dead or Alive Arxivat 2016-04-27 a Wayback Machine.», PS 1 Contemporary Art Center, Long Island City, Estats Units
- 2006 : «Adel Abdessemed: Practice Zero Tolerance», La Criée, centre d'art contemporain, Rennes et Fonds régional d'art contemporain d'Île-de-France-Le Plateau centre d'art contemporain, Paris, França
- 2004 : «Adel Abdessemed: Le Citron et le lait Arxivat 2010-01-18 a Wayback Machine.», Musée d'art moderne et contemporain de Genève, Ginebra, Suïssa
- 2004 : «Adel Abdessemed: Habibi Arxivat 2016-04-27 a Wayback Machine.», Fonds régional d'art contemporain Champagne-Ardenne, Reims, França
- 2003 : «Adel Abdessemed : Nuit», Galleria Laura Pecci, Milan, Italy
- 2003 : «Quarta Estacio Benifallet-Vassivière / Adel Abdessemed», Centre international d'art et du paysage de l'île de Vassivière, França
- 2002 : « Adel Abdessemed », Institute of Visual Arts Arxivat 2016-04-02 a Wayback Machine., University of Wisconsin-Milwaukee, Milwaukee, Estats Units
- 2001 : « Adel Abdessemed », Galleria Laura Pecci, Milà, Itàlia
- 2001 : « Adel Abdessemed », Project Room, Kunsthalle Bern, Berna, Suïssa.

Adel Abdessemed també ha tingut exposicions en solitari a galeries com: Dvir Gallery, Tel-Aviv ("Conversation" el 2006, "Poursuite" al 2007, "NU" al 2011); Venus (Los Angeles: "From Here to Eternity" el 2015); David Zwirner Gallery (NYC: "Rio" el 2009, "Who's afraid of the big bad wolf?" el 2012; Londres : "Le vase abominable" al 2013).

### Exposicions d'art internacional
- 2015: 56a Biennale de Venècia, "All the World's Futures," Venècia, Itàlia. Conservador: Okwui Enwezor.
- 2012: La Triennale, "Intense Proximité Arxivat 2016-04-22 a Wayback Machine." Paris. Conservador: Okwui Enwezor.
- 2010: Triennale Aichi, Nagoya. Conservador: Pier Luigi Tazzi.
- 2009: 10a Bienal de la Habana. Conservadors: Margarita González, Nelson Herrera Ysla, José Manuel Noceda, Ibis Hernández Abascal, Margarita Sánchez Prieto, José Fernández Portal, Dannys Montes de Oca Moreda.
- 2009: 10e Biennale d'Estambul. Conservador: Hou Hanru.
- 2009: 10a Biennale de Lió. Conservador: Hou Hanru.
- 2008: 7a Biennale de Gwangju Arxivat 2016-04-26 a Wayback Machine.. Conservador: Okwui Enwezor.
- 2007: 52a Biennale de Venècia. Conservador: Robert Storr.
- 2006: 27a Bienal de São Paulo. Conservador: Lisette Lagnado.
- 2003: 49a Biennale de Venècia. Conservador: Francesco Bonami.
- 2001: Yokohama Triennale. Conservador: Nakamura Nobuo.
- 2001: Tirana Biennial. Conservador: Maurizio Cattelan.
- 2000: Manifesta 3, Ljubljana. Conservador: Francesco Bonami.